# آرثر سميث (لاعب كرة قدم)
آرثر سميث (بالإنجليزية: Arthur Smith)‏ (1 يناير 1887 في المملكة المتحدة - ) هو لاعب كرة قدم بريطاني (وحمل سابقاً جنسية المملكة المتحدة لبريطانيا العظمى وأيرلندا) في مركز جناح ‏. لعب مع برمنغهام سيتي وكوينز بارك رينجرز وBrierley Hill Alliance F.C. ‏.